# 吴汉民
吴汉民（1954年8月—），男，汉族，安徽涡阳人，中华人民共和国政治人物，中国共产党党员，曾任上海市人大常委会副主任。